# Brückenhofmuseum

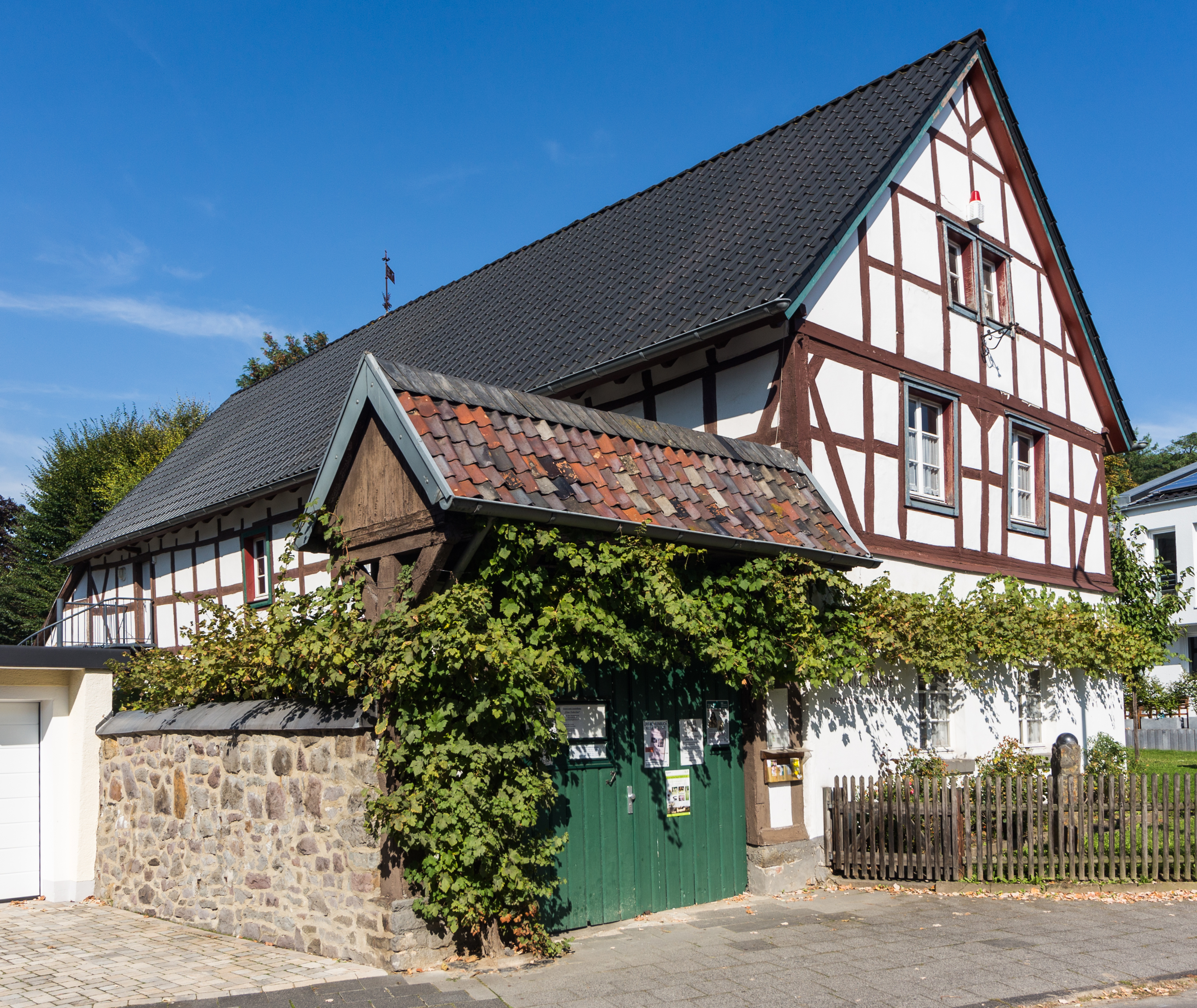
Brückenhofmuseum (2013)

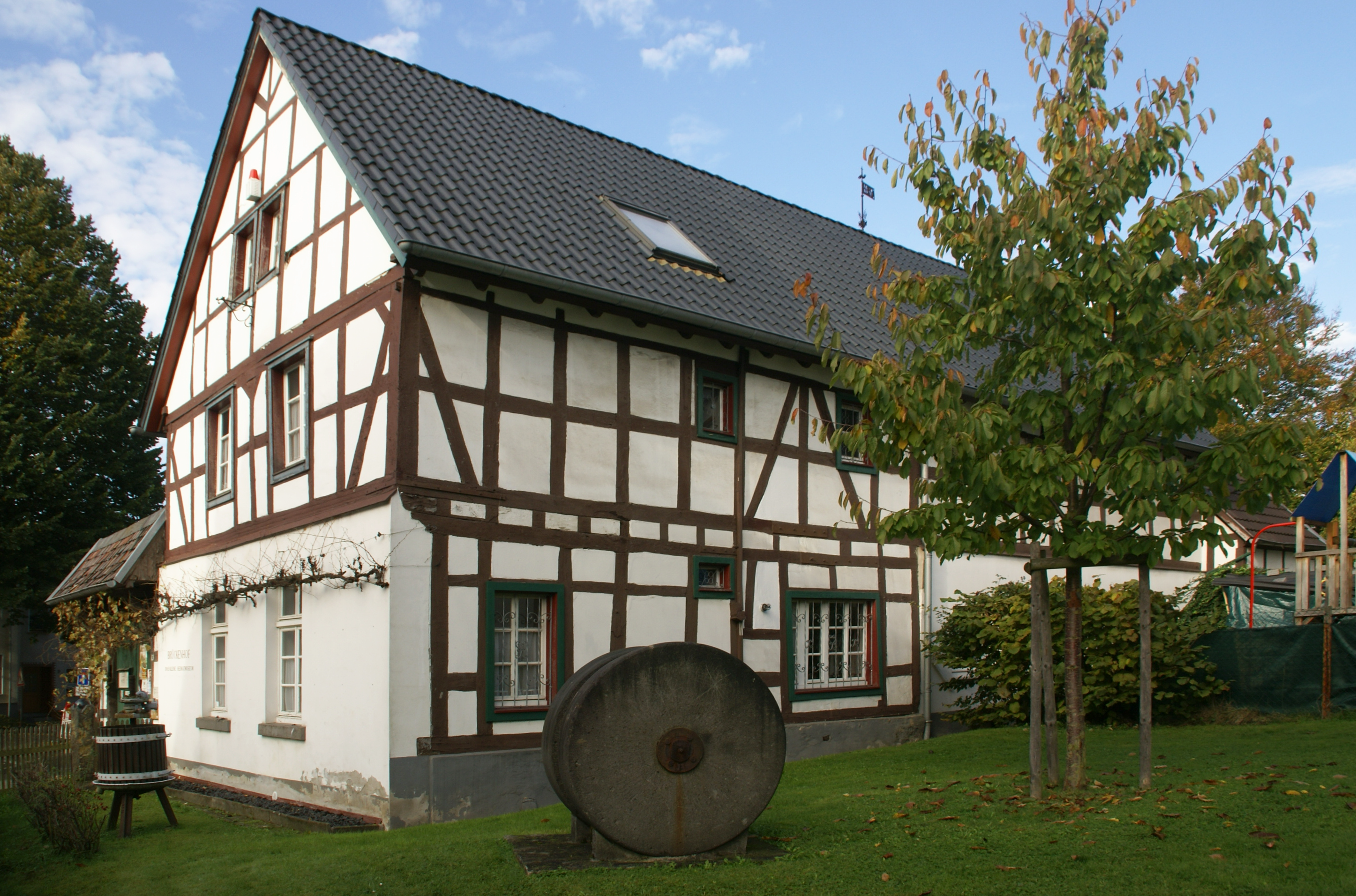
Brückenhofmuseum (2014)

Das Brückenhofmuseum ist ein Heimatmuseum in Oberdollendorf, einem Ortsteil der Stadt Königswinter im nordrhein-westfälischen Rhein-Sieg-Kreis. Es nahm 1991 seinen Betrieb im ehemaligen Winzerhof „Brückenhof“ (Bachstraße 93) auf, einem Fachwerkhaus aus dem 17. Jahrhundert. Träger des Museums ist der Heimatverein Oberdollendorf und Römlinghoven e. V. mit über 1100 Mitgliedern.
Das Brückenhofmuseum liegt am Zuweg zum Rheinsteig nahe dem Aussichtspunkt Hülle und dem Weinwanderweg auf der Strecke zum Kloster Heisterbach. Der Schwerpunkt der Arbeit von Verein und Museum liegt in den Sonderausstellungen zur Orts- und Regionalgeschichte und zur Kunst.
In seiner Dauerausstellung zeigt es eine Präsentation zur Heisterbacher Talbahn mit der „Modellanlage Weilberg“, * Sammlungen zum Steinmetz-, Steinbruch- und Schreinerhandwerk, Gesteine des Siebengebirges, eine Schuhmacherwerkstatt und eine historische Küche, ein Demonstrationsfachwerk sowie mehr als 300 alte und neue Gruppenfotos.
Das Museum ist in der Regel an jedem ersten und zweiten Sonntag im Monat von 14 bis 17 Uhr geöffnet.

## Brückenhof
Der Brückenhof ist ein ehemaliges Weingut in Form einer fränkischen Hofanlage mit Torbau aus der Mitte des 17. Jahrhunderts, zu der ursprünglich auch ein heute im Freilichtmuseum Kommern befindliches Kelterhaus aus dem Jahre 1641 gehörte. Das Hauptgebäude des Hofs wurde anstelle eines Vorgängerbaus gemäß einer dendrochronologischen Altersbestimmung zwischen 1681 und 1684 errichtet. Er trug den Namen „Rennenberger Hof“ nach dem rheinischen Edelherrengeschlecht von Rennenberg, das bis etwa 1570 im Besitz dieses Hofs war. Er war einer der sieben Freihöfe im Kirchspiel Oberdollendorf, die Geschworene in das sog. Markgedinge entsendeten, das das Kirchspiel bis zur Auflösung des Herzogtums Berg Anfang des 19. Jahrhunderts verwaltete. Die Übereinstimmung des Brückenhofs mit dem Rennenberger Hof wurde erst im Jahre 2013 nach Recherchen eines Familien- und Heimatforschers bekannt, während zuvor von einem Abbruch des letzteren Anfang des 19. Jahrhunderts ausgegangen worden war.
Von der Mitte des 17. Jahrhunderts an bis 1776 gehörte der Rennenberger Hof der Kölner Ratsherrenfamilie von Moers. Durch Erbschaft gelangte er 1798 in den Besitz von Mathias Comans (1773–1824), einem Richter des bergischen Amtes Löwenburg, dessen Witwe ihn 1843 veräußerte. 1846 wurde aus der Konkursmasse der nachfolgenden Besitzer der gesamte zum Rennenberger Hof gehörende Grundbesitz, der 61 Grundstücke mit einer Fläche von 63 Morgen umfasste, versteigert. Die Hofanlage selbst wurde 1847 von Josef Broel erworben. Sie war zu dieser Zeit als „Brückenhof“ bekannt, da eine den später kanalisierten Heisterbach überspannende Brücke den Zugang ermöglichte. Nach dem Tod der kinderlos gebliebenen letzten Besitzer aus dieser Familie wurde der Hof 1960 an die Gemeinde Oberdollendorf verkauft, an deren Stelle 1969 als Rechtsnachfolgerin der seinerzeit aufgelösten Gemeinde die Stadt Königswinter trat. 1989 übernahm der „Heimatverein Oberdollendorf und Römlinghoven“ einen Teil des Gebäudes, renovierte die Räumlichkeiten anschließend in Eigenleistung und eröffnete im Frühjahr 1991 die erste Ausstellung des Brückenhofmuseums. Während einer im Oktober 2015 begonnenen Sanierung des Brückenhofs blieb das Museum geschlossen und wurde im Juni 2016 wiedereröffnet.
Der Brückenhof steht als Baudenkmal unter Denkmalschutz. Die Eintragung in die Denkmalliste der Stadt Königswinter erfolgte am 26. Februar 1991.

## Ausstellungen
- 1991: „Die Weinblütenfeste und ihre Weinköniginnen“
- 1992: „Jean Assenmacher und sein Werk“; „Josef Schuchert als Sammler“
- 1993: „Der Heimatforscher Dr. Ferdinand Schmitz“
- 1994/1995: „Volksfrömmigkeit“, eine Sonderausstellung zur 850-Jahr-Feier der katholischen Pfarrgemeinden im Talbereich
- 1995: „Dollendorfer Allerlei“ mit Plastiken und Bildern von Ernemann Sander, Bildern von Reinhard Nagel, Toni Landsberg, Willi Gassen, Hans Knopper, Hans Prange, Jean Assenmacher, Paul Heck u. a., Gebrauchsgegenständen aus Küche und Waschküche, Handwerks- und Weinbaugeräten, Steinmetzgeräten und -arbeiten sowie Gegenständen aus der Kriegs- und Nachkriegszeit
- 1996: „100 Jahre Imker im Siebengebirge“; „100 Luftbilder von Dollendorf“
- 1997: „Sammler stellen aus“: Radios, Puppen, Uhren, Kaffeemühlen, Wasserkrüge und Eulen; „100 Jahre St. Hubertus-Schützengesellschaft Ober- und Niederdollendorf e. V.“; „110 Jahre Bürgerverein Römlinghoven“
- 1999: „Jubiläum mal 3“, 50 Jahre Karnevalsgesellschaft Küzengarde Oberdollendorf, 33 Jahre Fidele Ströpper Römlinghoven, 50 Jahre DINOVA-Werke
- 1999/2000: „Fachwerkhäuser – Fachwerkbau“; „Faszination Drachenfels – Rheinlandschaft pur“, Ölgemälde und Aquarelle aus der Galerie Olaf Wiese; „Blumen und mehr …“, Aquarelle von Magdalena Wallraf
- 2000: „Der Rhein“, Radierungen von Heinrich Reifferscheid
- 2000: Burkhard Mohr: „Spaß beiseite“, Karikaturen; „Grotesken in Eisen“
- 2000/2001: Kunstausstellung „Professor Heinrich Reifferscheid, der Maler der Stille (1872–1945)“ – Besondere Aktionen: Zweimal Nachdrucke von Radierungen mit Original-Druckplatten aus dem Nachlass von Heinrich Reifferscheid
- 2001/2002: „Sammler stellen aus“, traditionelle und moderne Zinnfiguren, 600 Enten aus aller Welt, Fächer, Mokkatassen und Mokkalöffelchen, Rosen in ihrer Vielfalt, Hunderte alte Ansichtskarten/Postkarten, alte Fotoapparate (von der Platten- bis zur Kleinbildkamera)
- 2002: „Rheinromantik – Alte Ansichten vom Siebengebirge“, 190 Exponate aus der Sammlung E. Eschbach
- 2003/2004: „Heisterbach – Bilder, Scherben, Dokumente“, Sonderausstellung anlässlich der Auflösung der Zisterzienserabtei Heisterbach im Jahre 1803
- 2004/2005: „Schätze rund ums Siebengebirge – Fossilien, Gesteine, Mineralien aus dem Siebengebirge und aus aller Welt“
- 2006/2007: „Jüdisches Leben in Königswinter“, das jüdische Leben im Rheinland von gestern und heute mit dem jüdischen Jahreskreis von „Rosch ha-Schana“, dem Neujahrsfest, bis hin zum „Simchat Thora“, dem Thorafreudenfest; Verlegung von Stolpersteinen des Künstlers Gunter Demnig
- 2008/2009: „Eisenbahnen im Siebengebirge“, die Heisterbacher Talbahn mit der „Modellanlage Weilberg“, die Drachenfelsbahn, die Petersbergbahn und die Siebengebirgsbahn; „350 Jahre Bruderschaften“
- 2010/2011: „Künstler vor Ort“, mit Werken von Ernemann Sander, Burkhard Mohr und Martin Thiebes; als „kleine Addition“ „totalbunte“ Bilder von Bettina Breitkopf
- 2013: „Eine Zeitreise“, 50 Jahre Heimatverein Oberdollendorf und Römlinghoven e. V.
- 2014: „100. Geburtstag von Jean Assenmacher“ und „355-jähriges Bestehen der St. Sebastianus-Bruderschaften Oberdollendorf“
- 2015: „200 Jahre Preußen im Rheinland – Rheinische Kavallerieregimenter mit dem Schwerpunkt Bonner Husaren“ und „100. Geburtstag von Jean Assenmacher“
- 2016/2017 „Die Geschichte des Weinbaus in Oberdollendorf“
- 2018 „130 Jahre Freiwillige Feuerwehr Oberdollendorf -- 130 Jahre Löschgruppe – 25 Jahre Jugendfeuerwehr Oberdollendorf“
- 2019: „Schule in Oberdollendorf – Geschichte und Geschichtchen“
- 2021/2022: „Schule in Oberdollendorf – Geschichte und Geschichtchen“ und „Sankt Martin“ mit Werken von Ernemann Sander
- 2022: „Lindenstraße“ in Oberdollendorf
- 2024: „Die Freihöfe von Oberdollendorf“ – Die Entstehung eines Ortes